# Johannes Helms
Johannes Helms, född den 8 november 1828, död den 4 december 1895, var en dansk skolman, bror till Jacob Helms.
Helms blev 1847 student, deltog i 1849-1850 års krig och spelade en stor roll i studentvärlden som diktare av muntra visor. Han blev 1856 filologie kandidat och var 1856-1864 lärare vid latinskolan i Slesvig samt sedan 1867 föreståndare för borgerdydskolen på Kristianshavn. 
Utom en framställning av denna skolas äldre historia 1787-1837 (1887) utgav han Et par Digte og Viser (1865), Et ungt Menneske (1878), ett lustspel på rimmad vers, Soldaterliv i Krig og Fred for en Menneskealder siden (1883; 3:e upplagan 1889), delvis hans egna levnadsminnen, Fortællinger og Digte (1888) samt berättelsen Grib (1893).